# Крылов, Сергей Борисович (юрист)
Серге́й Бори́сович Крыло́в (1 (13) января 1888 — 24 ноября 1958) — советский правовед, доктор юридических наук, профессор, заслуженный деятель науки РСФСР.

## Биография
Сергей Борисович родился 1 (13) января 1888 года в городе Санкт-Петербург.
В 1911 году получил высшее образование по специальности юрист в Петербургском университете. В 1918 году продолжил обучение для подготовки к профессорскому званию, одновременно занимаясь преподавательской деятельностью.
В 1939 году Крылов защитил докторскую диссертацию по теме «Международно-правовое регулирование радиосвязи и радиовещания».
Многие годы Сергей Борисович преподавал в МГИМО в должности профессора кафедры международного права. В феврале 1942 года он начал работать в правовом отделе МИД СССР в качестве эксперта-консультанта. Наряду с этим Крылов читал лекции по международному праву в Академии общественных наук при ЦК КПСС и в Высшей дипломатической школе. С 1943 года он заведовал кафедрой международного права в Институте международных отношений МИД СССР. В 1946—1952 годах Крылов состоял членом Международного суда ООН, а с 1953 по 1956 год членом Комиссии международного права ООН. С 1957 года Сергей Борисович был арбитром Постоянной палаты третейского суда в Гааге в составе национальной группы СССР. В 1947 году был избран членом-сотрудником Института международного права.
Основную сферу научной деятельности Крылова составляли проблемы субъектов международного права, Международного Суда ООН, международных организаций, международного частного права.

## Деятельность
За свою жизнь С. Б. Крылов написал и опубликовал более 150 научных работ по вопросам международного публичного и частного права. Ряд его монографий и статей был посвящён вопросам воздушного права и международно-правовому регулированию радиосвязи и радиовещания. Многие его научные работы освещали деятельность Международного Суда ООН, среди них наиболее известны публикации в журнале «Советское государство и право», например, в 1958 году вышла его работа «Международный Суд ООН. Вопросы международного права и процесса в его практике за десять лет. 1947—1957».
С. Б. Крылов является одним из автором учебника международного публичного права, изданного в 1946 году, а позже переведённого на несколько иностранных языков. Также Сергей Борисович является соавтором нового учебника международного публичного права (1947) и монографии «Международное право» (1951), подготовленных и опубликованных Институтом права АН СССР. Многие книги советских и зарубежных юристов выпущены под редакцией Крылова. Например, в 1956 году под его редакцией впервые на русском языке вышло издание классического трактата Гуго Гроция «О праве войны и мира».
В последние годы жизни Крылов занимал пост заместителя председателя Советской ассоциации международного права, был главным редактором «Советского ежегодника международного права». Похоронен на Новодевичьем кладбище (участок № 5).

## Награды
- два ордена Трудового Красного Знамени (в том числе 05.11.1945)
- орден «Знак Почёта»
- медали
- Также ему был присвоен дипломатический ранг Чрезвычайного и полномочного посланника 2-го класса.